# 아시아 (신화)
아시아 또는 클리메네는 그리스 신화에서 오케아노스와 테튀스의 딸로 오케아니데스의 일원이다. 티탄족인 이아페토스의 배우자가 되어 아틀라스, 프로메테우스, 에피메테우스, 메노이티오스 등 4명의 아들을 낳았다고 전한다.
헤시오도스는 《신통기》에서 이 여신의 이름을 클리메네라고 하고 있으나, 아폴로도로스와 다른 그리스 문헌에는 아시아라고 한다. 헤시오도스 이후의 문헌에서 이 여신의 이름이 클리메네에서 아시아로 바뀐 것은 또 다른 오케아니스인 파에톤의 어머니 클리메네와 혼동을 피하기 위해서인 듯하다.
헤로도토스에 따르면, 아시아 대륙의 이름이 프로메테우스의 아내 아시아에서 따왔다고 전하고 있으나, 이는 프로메테우스의 어머니인 이 여신 아시아 와 착각한 것으로 보인다. 다른 문헌에서 프로메테우스의 아내는 헤시오네라고 분명하게 언급되어 있다.

## 같이 보기
- 아시아